# Project Zero II: Crimson Butterfly
Project Zero II: Crimson Butterfly, ou Fatal Frame II: Crimson Butterfly en Amérique du Nord, plus connu sous le titre 零 〜紅い蝶〜 (Zero: Akai Chou) au Japon, est un jeu vidéo de type survival horror développé par la société japonaise Tecmo. À l'origine sortie sur PlayStation 2 en 2003, le jeu a ensuité été porté sur Xbox l'année suivante. Une réédition sous-titrée Wii Edition est sortie, comme son nom l'indique, sur Wii en juin 2012.
L'histoire se déroule deux ans après les événements de Project Zero premier du nom et met en scène les deux sœurs jumelles Mayu et Mio Amakura.

## Trame

### Synopsis
Alors qu'ils sont promis à l'engloutissement au profit d'un immense barrage, les bois de Mikanami sont visités une dernière fois par les jumelles Mio et Mayu, bois dans lesquels elles ont tant joué durant leur enfance.Perdue dans ses pensées où elle se rappelle la chute de Mayu d'une falaise quand elles étaient enfants, Mio ne remarque pas que sa sœur s'enfonce seule dans la forêt en poursuivant un papillon, tout en boitant de sa jambe droite. Alors qu'elle tente de la rattraper, Mio se retrouve soudain isolée sur une route montagneuse et brumeuse. Elle décide alors de suivre les lumières qu'elle voit apparaître dans les arbres. Mayu, de son côté, débouche sur une clairière remplie de papillons écarlates.

Là, tapies dans le brouillard et les ténèbres, les jumelles découvrent un mystérieux village perdu. Ce village, appelé le Village de Tous les Dieux, occupait jadis la forêt. Mais, tandis qu'il était condamné à disparaître à cause de la construction du nouveau barrage, il s'évapora soudainement à la veille d'une fête, demeurant prisonnier d'une nuit éternelle. Entrant dans une maison pour demander leur chemin, les deux sœurs ont la vision terrible de petites filles pendues et de fantômes. Cherchant à tout prix à quitter cet endroit où les villageois sont si peu accueillants, elles vont découvrir l'existence de la Camera Obscura, l'appareil photo permettant - dit-on - de photographier l'impossible, un monde parallèle où bien des gens sont restés piégés.
Dans leur quête, les jumelles Amakura se retrouvent séparées, et suivent les traces des jumelles Kurosawa ces jeunes filles appartenaient à la famille la plus puissante du village mais elles sont malheureusement promises à un destin macabre.
Du fabricant de poupées à la femme au corps désarticulé, Mio et sa fragile sœur Mayu seront confrontées à toutes sortes d'esprits maléfiques qu'elles devront exorciser, tout en essayant de quitter le village maudit de Tous les Dieux et de lever le voile sur deux rituels horribles. Mais une certaine jeune fille au rire dément et au kimono taché de sang ainsi qu'un homme squelettique aux membres arrachés ne comptent pas les laisser en vie.

### Quête annexe
Une quête annexe (disponible aussi sur Wii) est proposée, et donne plus de détails sur certains personnages du jeu : la quête retrace l'histoire de Masumi Makimura et de Miyako Sudo, amoureux, qui ont trouvé le village peu avant Mio et Mayu. Des notes et fantômes sont à dénicher, ainsi qu'un objet surprise, pour aboutir au combat final contre les amoureux, donnant accès à la dernière page du carnet de Miyako.
La quête est nommée Quête de l'anneau sanglant, ou Bloody Ring Sidequest en anglais.

### Chapitres
Voici la liste des chapitres :

### Fins
La version PlayStation 2 propose 3 fins différentes. Sur Xbox, une fin supplémentaire a été ajoutée. Sur Wii, il existe 6 fins différentes.

### Personnages

#### Protagonistes
- Mio Amakura (天倉 澪) : À 15 ans, cette jeune fille est très ouverte et intelligente. Contrairement à sa sœur, Mio est courageuse, pleine de vie. Depuis la chute presque mortelle de Mayu, elle culpabilise atrocement, et a promis à sa sœur de prendre toujours soin d'elle. Elle est née la seconde. Son sixième sens, très élevé n'égale en rien celui de Mayu, mais en attrapant la main de son aînée, Mio peut elle aussi voir l'irréel.

- Mayu Amakura (天倉 繭) : Renfermée et timide, son nom ayant pour signification "cocon" lui va très bien. Son caractère est tout le contraire de Mio et sa jambe lui fait extrêmement mal quand elle court. Malgré sa chute causée en partie par sa cadette, elle ne lui en veut pas, et à présent elle souhaite juste ne pas être séparée d'elle, ne serait-ce qu'une seconde. Son sixième sens est très puissant, mais sa résistance psychologique au monde des esprits très faible.

- Itsuki Tachibana (立花 樹月) : Ce garçon mis en prison pour une cause inconnue aide Mio à retrouver Mayu, et à la particularité de les appeler respectivement Yae et Sae. Pourquoi ? Aussi, ce jeune homme de 16 ans a les cheveux blancs comme la neige et semble connaître tous les recoins du village, ainsi que les deux antagonistes principaux, mais comment ? Plein de remords et de nostalgie, mystérieux et rusé, Itsuki se liera d'amitié pour Mio et la prendra sous son aile.

#### Antagonistes
- "Kimono sanglant" : Nommé comme ça par Mio avant qu'elle ne découvre son vrai nom, cette fille se fait connaître par le joueur pour la première fois dans le hall de la maison Kurosawa, alors que Mio vient de buter sur un cadavre mutilé et découvre avec horreur d'autres morts entassés piétinés par la femme au kimono sanglant. Son rire dément retentit dans tout le village, et elle voudra tuer Mio durant toute l'aventure. Mais son fantôme se présente sous une autre forme, celle d'une jeune fille au kimono blanc délaissée de tous sauf d'un certain garçon aux cheveux blancs. A-t-elle un rapport avec un des deux rituels cruels autrefois exécuté devant des prêtres voilés ?

- Seijiro Makabe : Ce folkloriste présenté pour la première fois durant une cinématique après que Mio ait touché la Camera Obscura. Il était en visite au village avec son apprenti, un ami d'Itsuki, quand il disparut soudainement, alors que l'apprenti s'échappait du village, mis au courant par Itsuki et deux amies du terrible destin qui attendait son maître. Revenu sous forme d'esprit vengeur après la catastrophe qui engloutit le village, il parcourt avec la jeune fille kimono sanglant le village à la recherche de personnes sur lesquelles déchaîner son courroux. Ses victimes sont mutilées, et le nombre exacte ne peut être dit. A-t-il un rapport quelconque avec un des deux rituels exécutes jadis dans un lieu secret ?

## Édition Wii
Cette édition reprend les mêmes contrôles que ceux du quatrième volet et utilise la même caméra en vue de dos du personnage. Cependant, quelques modifications ont été apportées au gameplay. Le jeu propose 4 niveaux de difficulté (facile, normal, difficile et cauchemar) et la seule arme sera la Camera Obscura que vous pourrez équipez de différentes améliorations et objectifs à dénicher durant votre partie. Les points accumulés en prenant en photo les esprits peuvent être utilisés pour augmenter la puissance d'exorcisme ou diminuer le temps que met l'appareil à se recharger.

### Mode Maisons Hantées
Au lieu du mode missions habituel, un mode « Maisons Hantées » est disponible, comprenant trois missions de base, ainsi que d’autres maisons hantées à découvrir. Durant vos périples, un compteur vous accompagnera et représente votre rythme cardiaque. Trembler ou appuyez inopinément sur les boutons de votre manettes augmentera votre jauge de terreur. Lorsque celle-ci atteint le niveau 3, la partie est fini.
Une jeune femme du nom de Kureha, ayant perdu sa sœur jumelle à la naissance et renoncé à sa vie afin de présider le Festival Occulte, vous dira à la fin de chaque partie de niveau de sensibilité au surnaturel. Kureha est quelqu'un de mystérieux avec une seule ambition : voir votre cœur exploser de terreur. Son fantôme est à photographier dans le sanctuaire portant son nom.

### Maisons hantées de base
- N'ayez pas peur ! : Suivez le parcours déjà tracé et laissez vous emporter dans une atmosphère angoissante. Mais méfiez-vous des apparitions terrifiantes et des bruits à vous glacer le sang !
- Recherchez les poupées ! : Partez dans une maison typiquement japonaise à la recherche des 5 Poupées Hozuki[3] sans vous faire attraper par la fantôme vous poursuivant !
- Photographier l'esprit : Visitez une maison japonaise tout en vous équipant de la Camera Obscura et photographier l'esprit donné en début de partie à cinq reprises.

### Divers
- Vous pouvez rencontrer des fantômes venant de tous les épisodes de la série, comme l'Aveuglée (c'est elle qui vous chasse durant la mission avec les Poupées) ou les infirmières de l’hôpital Haibara (lieu où se passe toute l'intrigue de Project Zero IV et où se déroule la mission "N'ayez pas peur")
- Un deuxième joueur peut rejoindre la partie et déclencher des apparitions ou des sons dans votre manette s'il appuie sur n'importe quel bouton de la Wiimote.
- Un tutoriel sur les commandes s'affiche automatiquement à chaque fois qu'une partie commence.
- À la fin de chaque Maison Hantée, un papillon écarlate[4] vous indique votre niveau de Curiosité, de Réactions, de Force et de Paranoïa et affiche un commentaire de Kureha sur votre réceptivité au surnaturel.

## Accueil
- Eurogamer : 8/10 (PS2)[6] - 9/10 (XB)[7]
- Famitsu : 33/40 (PS2)[8]
- Gamekult : 7/10 (PS2)[9]
- GameSpot : 8,2/10 (PS2)[10] - 8,3/10 (XB)[11]
- IGN : 8,5/10 (PS2)[12] - 8,4/10 (XB)[13]
- Jeuxvideo.com : 17/20 (PS2)[14] - 17/20 (XB)[15]

Wii
- Computer and Video Games : 8,9/10[16]
- Famitsu : 34/40[17]
- GameSpot : 8,5/10[18]
- IGN : 8,5/10[19]
- Nintendo Life : 7/10[20]
- Jeuxvideo.com : 15/20[21]